# Kumbang Ulu
Kumbang Ulu is een bestuurslaag in het regentschap Ogan Ilir van de provincie Zuid-Sumatra, Indonesië. Kumbang Ulu telt 531 inwoners (volkstelling 2010).